# 사탄의 태양 아래 (영화)
《사탄의 태양 아래서》(Sous Le Soleil De Satan, Under Satan's Sun)는 프랑스에서 제작된 모리스 피알라 감독의 1987년 드라마 영화이다. 제라르 드빠르디유 등이 주연으로 출연하였다.

## 줄거리
새로 가톨릭 사제로 서품을 받은 도니상은 경험 많은 메누-세가리스의 보살핌을 받는 시골 본당으로 보내진다. 젊은 도니상은 자신의 소명에 대한 의심으로 괴로워하며 스스로를 채찍질하기 시작한다. 도니상이 메누-세가리스에게 자신이 선택한 사명에 얼마나 부적합한지 고백하자, 나이든 도니상은 다른 길을 선택하기에는 너무 늦지 않았지만 도니상에게서 선한 영향력을 발견할 수 있다고 말한다.
양조업자의 16세 딸 무셰트라는 교구민이 자신의 애인 중 한 명인 카디냥 후작을 찾는다. 그녀는 파리로 도망치고 싶다고 말하지만, 그는 재정적으로 파탄에 직면해 있어 많은 도움을 줄 수 없다고 말한다. 그러나 그는 그녀에게 하룻밤을 묵게 하고, 다음 날 아침 그녀는 그의 엽총을 가지고 놀기 시작한다. 엽총에 총알이 장전되어 그는 죽는다. 그녀는 재빨리 밖으로 나가 옷에 묻은 그의 피를 씻어낸다.
그런 다음 그녀는 또 다른 애인, 기혼 의사 갈레를 찾아간다. 사랑을 나눈 후, 그녀는 그에게 자신이 한 일을 이야기하고 임신했다고 덧붙이다. 그는 카디냥은 자살로 판정되었으니 걱정하지 말라고 하지만, 자신은 아이의 아버지가 아니므로 낙태를 돕지 않겠다고 한다.
교구민들이 도니상을 불편해하는 것을 걱정한 므누-세그레는 젊은이를 다른 마을로 보내 도움을 청한다. 어둠 속에서 들판을 걷던 그는 정체불명의 말 장수와 합류하는데, 그는 사탄의 화신으로 밝혀졌다. 육체적으로나 정신적으로 도니상을 유혹할 수 없었던 그는 젊은이가 영혼을 들여다볼 수 있는 능력을 가지고 있다고 말한다.
도니상은 아침에야 정신을 차리고 들판을 거닐던 무셰트를 만난다. 그는 그녀에게 자신의 삶과 생각을 볼 수 있으며 카디냥을 죽인 죄를 회개해야 한다고 말한다. 그녀는 부모님 댁으로 돌아가 면도칼로 목을 그어 죽이다. 최악의 상황을 두려워한 도니산은 그곳에 가서 그녀의 시신을 발견한다. 그는 피를 흘리며 시신을 교회로 가져가 제단 앞에 안치하고 그녀의 영혼이 구원받기를 바란다.
이러한 터무니없는 행동으로 그는 다른 교구로 옮겨지고, 그곳 사람들은 그가 여전히 영적인 혼란 속에 있었지만 그가 거룩한 사람임을 알아본다. 이웃 마을의 한 농부가 그에게 죽어가는 어린 아들을 보러 오라고 부탁한다. 너무 늦게 도착한 그는 처음에는 떠나고 싶었지만, 사람들이 더 많은 것을 기대하고 있다는 것을 깨닫는다. 혼자 침실로 가서 시신을 들어 올리고 기도하는 동안 아이의 눈이 떠진다.
그의 정신적 고통과 교구민들의 요구로 그의 병은 점점 더 심해졌다. 어느 날 밤, 그는 사탄의 공격을 받고, 신께 만약 자신이 아직 쓸모가 있다면 살려달라고 기도한다. 그는 회복되어 고해성사를 듣기 위해 교회로 돌아간다. 메누-세그레이는 그의 안부를 묻기 위해 왔다가, 마지막 교구민이 떠난 후 고해소로 간다. 고해소 안에서 그는 도니산이 죽어 있는 것을 발견한다.

## 출연

### 주연
- 제라르 드빠르디유
- 상드린 보네르
- 모리스 피알라

### 조연
- 알레인 아르투르
- 얀 드데
- 쟝-끌로드 부어볼트
- 장 크리스토프 부베

## 기타
- 원작자: 조르주 베르나노스
- 의상: 질 누아